# Johann Pollak
Johann Pollak (ur. 23 grudnia 1948 w Linzu, zm. 15 września 2019 w Marsylii) – austriacki judoka. Dwukrotny olimpijczyk. Osiemnasty w Montrealu 1976 i dziewiętnasty w Monachium 1972. Startował w kategorii 93 kg-open. Triumfator wojskowych mistrzostw świata w 1971 i 1973. Drugi na akademickich MŚ w 1972. Sześciokrotny medalista kraju; złoto w latach 1972, 1973 i 1975.
- Turniej w Monachium 1972 – open

Przegrał z Luwsanszarawynem Rencendordżem z Mongolii i odpadł z turnieju.
- Turniej w Montrealu 1976 – 93 kg

Przegrał z Johanem Schåltzem ze Szwecji i odpadł z turnieju.